# Li Huifen
Li Huifen (chiń. 李惠芬; ur. 14 października 1963 w Shijiazhuangu) – chińska tenisistka stołowa, srebrna medalistka olimpijska, trzykrotna medalistka mistrzostw świata, trenerka tenisa stołowego.
W 1988 roku wystąpiła na igrzyskach olimpijskich w Seulu. Wzięła udział w jednej konkurencji – zdobyła srebrny medal olimpijski w grze pojedynczej. W latach 1987–1989 zdobyła trzy medale mistrzostw świata (dwa złote i jeden srebrny), a w latach 1986–1988 pięć medali mistrzostw Azji (jeden złoty i cztery brązowe).
Po zakończeniu kariery zawodniczej rozpoczęła pracę jako trenerka tenisa stołowego. Od 1998 roku pracowała z żeńską reprezentacją Hongkongu, w latach 2002–2013 pełniła funkcję głównego szkoleniowca reprezentacji.